# Бічинікко
Бічинікко (італ. Bicinicco, вен. Bicinico) — муніципалітет в Італії, у регіоні Фріулі-Венеція-Джулія,  провінція Удіне.
Бічинікко розташоване на відстані близько 460 км на північ від Рима, 55 км на північний захід від Трієста, 15 км на південь від Удіне.
Населення — 1914 осіб (2014).

## Демографія
Населення за роками:

Станом на 1 січня 2023 року в муніципалітеті офіційно проживали 72 іноземці з 18 країн, серед них 36 громадян країн Євросоюзу та 3 громадяни України.

## Сусідні муніципалітети
- Кастьонс-ді-Страда
- Гонарс
- Мортельяно
- Павія-ді-Удіне
- Санта-Марія-ла-Лонга